# Boonah
Boonah (2 285 habitants) est une ville du sud-est du Queensland en Australie à 48 km au sud d'Ipswich.
Son économie repose sur l'agriculture (production de légumes pour Brisbane, céréales, bovins, porc, bois)

## Référence
- (en) Statistiques sur Boonah